# 丁岩礁
丁岩礁（ていがんしょう、韓国名: 波浪礁, 파랑초, パランチョ）は、東シナ海上にある暗礁。
位置は蘇岩礁（韓国名: 離於島）より北東4.5km地点。水深24.6m、全長372m、幅169m、面積52,800m2。
中華人民共和国が1999年から2002年にかけて暗礁の調査を行い「丁岩」と命名した。
韓国海洋水産部が2006年12月29日に波浪島から借用して「波浪礁」と命名した。